# Герб Авдіївки
Герб Авді́ївки — офіційний символ міста Авдіївка Донецької області, затверджено Рішенням № 4/2-33 сесії міської Ради від 19 червня 2002 року. 
Автори герба: Євген Олександрович Малаха, Павло Васильович Чесноков.

## Опис
Щит напіврозсічений і пересічений. У першій частині в зеленому полі золота підкова. У другій частині в лазуровому полі золотий молоток і розвідний ключ, покладені в андріївський хрест. У третій частині в чорному полі чотири червлених гонта, що виникають, тонко облямованих сріблом.
Щит прикрашений срібною міською короною з трьома зубцями, обрамлений праворуч і ліворуч, перевитий і з'єднаний внизу блакитною стрічкою з написом золотими буквами «Авдіївка».

## Значення символіки
Зелений колір символізує достаток, який дає людям земля, а також говорить про те, що довгий час сільське господарство було основним заняттям жителів Авдіївки.
Підкова, по-перше, символізує коня як помічника людини у праці, а по-друге, є талісманом на майбутнє щастя. 
Лазуровий колір — символ краси і величі, а також блакитного неба. 
Покладені навхрест молоток і розвідний ключ є емблемою залізничного транспорту, що у свою чергу свідчить про те, що розвиток Авдіївки як промислового центру починався з будівництва залізниці до Юзівки. 
Чорне поле з червоними прямокутниками символізує коксохімічне виробництво (Авдіївський коксохімічний завод — найбільший у Європі і є основним виробництвом у місті, на ньому працює більшість жителів). Це зображення примітивно зображає зовнішній вигляд коксохімічної батареї.